# Огюстен Робесп'єр
Огюстен Бон Жозеф де Робесп'єр (фр. Augustin Bon Joseph de Robespierre), відомий як Робесп'єр-молодший (фр. Robespierre le Jeune; 21 січня 1763, Аррас — 28 липня 1794, Париж) — французький діяч Великої Французької революції, брат Максиміліана Робесп'єра.

## Біографія
Огюстен Робесп'єр народився 21 січня 1763 року Аррасі, молодший із чотирьох дітей адвоката Максимільєна-Бартелемі-Франсуа де Робесп'єра і Жаклін-Маргарити Карро, дочки пивовара. Його мати померла, коли йому був один рік, і його убитий горем батько покинув сім'ю, щоб виїхати до Баварії, де він помер в 1777 році. Його виховували дві тітки. Його брат Максиміліан Робесп'єр отримав стипендію в абатстві св. Вааста платив за навчання в ліцеї Луї-Ле-Гран і був таким видатним студентом, що, отримавши диплом юриста, попросив абата кардинала де Рогана перевести стипендію Огюстену, щоб той міг продовжити ту ж кар'єру. Кардинал погодився, і Огюстен зайняв місце свого брата, вивчаючи право.
Хоча його політичні погляди були дуже схожі на погляди його брата, Огюстен сильно відрізнявся за характером. Красивий, він також любив хорошу їжу, ігри та суспільство жінок. На початку революції Огюстен був прокурором-синдиком Арраса. Він заснував політичний клуб у місті й написав своєму братові, щоб забезпечити його приналежність до Якобінців у Парижі. У 1791 році він був призначений адміністратором департаменту Па-де-Кале.

## Конвенція
Огюстен безуспішно балотувався в нові законодавчі збори в Аррасі в серпні 1791 року, але його погляди були занадто радикальні для міста, який обрав замість нього іншого молодого адвоката, Сікста Франсуа Деузі. Однак 16 вересня 1792 року Огюстен був обраний до Національного Конвенту 19-м із 24 депутатів, отримавши 392 голоси з 700 поданих паризькими виборцями, і приєднався до свого брата в Гірському та Якобінському клубах. На з'їзді він відзначився гарячністю своїх нападок на королівську сім'ю та аристократів. Під час суду над Людовиком XVI він проголосував за те, щоб смертна кара була застосована протягом 24 годин.
Коли він вперше приїхав до Парижа, щоб зайняти своє місце, його супроводжувала сестра Шарлотта, і вони обидва оселилися разом з Максимільеном в будинку Моріса Дюплея. Однак незабаром Шарлотта вмовила Максимільєна переїхати з ними на нову квартиру на вулиці Сен-Флорантен, де вона могла б доглядати за двома своїми братами. Однак незабаром він повернувся в будинок Дюплея, залишивши Огюстена і Шарлотту жити удвох. Однак і ця угода проіснувала недовго. Памфлет «Le souper de Beaucaire» (вечеря в Бокері) Наполеона був прочитаний Огюстеном Робесп'єром, який був вражений революційним контекстом. У серпні 1793 року Огюстен був посланий з місією в Приморські Альпи для придушення повстання федералістів разом з іншим депутатом Конвенту Жаном Франсуа Рікордом і Шарлоттою, що супроводжували його. Велика частина Південно-Східної Франції повстала проти республіки, і вони ледь дісталися до Ніцци після дуже небезпечної подорожі. У Ніцці вони відчували себе досить впевнено, щоб відвідувати театр, але втретє їх закидали гнилими яблуками. 19 грудня 1793 року Огюстен взяв участь у військових діях під проводом Дюгом'є і Наполеона, які відбили Тулон в англійців. Після повернення в Париж Огюстен покинув квартиру разом із Шарлоттою і переїхав жити до Рікорда і його дружини.
У 1794 році Огюстен був знову направлений як представника місії, тепер уже в італійську армію у Верхній Соні. Цього разу він узяв з собою не сестру, а коханку, Ла Саудре, креольську дружину літератора. Він використовував свій вплив, щоб просунути кар'єру Наполеона Бонапарта, прочитавши про-якобінську брошуру Наполеона під назвою «Le souper de Beaucaire». Після повернення в Париж він служив секретарем Конвенту.
Помер Огюстен 28 липня 1794 року в Парижі.

## Образ у кіно
- «Наполеон: шлях до вершини» (Франція, Італія, 1955) — актор Жак Саблон.

## Факти
- Огюстен був великим покровителем молодого капітана Наполеона Бонапарта з часу Тулонської облоги. Він відзначав «виняткові інтелектуальні здібності» корсиканця, перед Військовим комітетом захищав план італійської кампанії, розроблений Бонапартом в 1794 році та успішно здійснений майбутнім імператором Франції в 1796-97 роках.